# دهستان سیلاخور شرقی
سیلاخورشرقی، دهستانی است از توابع بخش مرکزی شهرستان ازنا در استان لرستان ایران.

## جمعیت
براساس سرشماری سال ۱۳۸۵ جمعیت آن ۸٬۱۷۱ نفر (۱٬۷۶۳ خانوار) بوده‌است.